# Anton Lundqvist
Anton Bengtsson Lundqvist (Göteborg, 16 september 1989) is een Zweeds acteur.

## Biografie
Lundqvist werd geboren in Göteborg als zoon van acteur Mikael Bengtsson en actrice Maria Lundqvist als oudste van vier kinderen.
Lundqvist begon in 2005 met acteren in de film Kim Novak badade aldrig i Genesarets sjö, waarna hij nog meerdere rollen speelde in films en televisieseries. Naast het acteren op televisie is hij ook actief als acteur in het theater. Zo heeft hij gespeeld in de Zweedse musicals Grease, Les Misérables en Romeo en Julia. In 2011 was hij actief als presentator van het Zweedse muziekevenement Allsång på Skansen. Lundqvist is een goede vriend van zanger en Eurovisiesongfestival 2015 winnaar Måns Zelmerlöw.

## Filmografie

### Films
Uitgezonderd korte films.
- 2018 In i Dimman - als Julle
- 2015 En underbar jävla jul - als Oscar
- 2015 I nöd eller lust - als Victor
- 2014 Krakel Spektakel - als Krakel Spektakel
- 2013 Förtroligheten - als Sören
- 2005 Kim Novak badade aldrig i Genesarets sjö - als Erik

### Televisieseries
Uitgezonderd eenmalige gastrollen.
- 2020-2024 Morden i Sandhamn - als Pär - 21 afl.
- 2022 Kronprinsen som försvann - als Silverdufva - 24 afl.
- 2022 Kenny Starfighter - als Hjalmar - 8 afl.
- 2021 Heder - als Mats - 4 afl.
- 2020 Sommaren-85 - als Örjan - 3 afl.
- 2016-2017 Syrror - als Holmström - 15 afl.
- 2015 The Bridge - als Rikard - 4 afl.

- Biblioteca Nacional de España: XX5246327
- Gemeinsame Normdatei: 1277080232
- International Standard Name Identifier: 0000 0003 8488 0748
- Nationale Bibliotheek van Tsjechië: xx0183081
- Nederlandse Thesaurus van Auteursnamen: 377091553
- LIBRIS: 399778
- Virtual International Authority File: 278245278
- WorldCat: E39PBJdcxq3YyBTQPD46VPbTpP